# André Hercule de Fleury
André Hercule de Fleury (ur. 28 czerwca 1653 w Lodève, zm. 29 stycznia 1743 w Issy-les-Moulineaux) – francuski polityk i kardynał, pierwszy minister króla Francji – Ludwika XV w latach 1726–1743.

## Życiorys

### 1674-1726
Święcenia kapłańskie przyjął w 1674, by po studiach teologicznych zostać biskupem Fréjus w 1699. Od dnia 1 kwietnia 1716 regent Filip Orleański, wypełniając testament Ludwika XIV mianował go preceptorem młodego Ludwika XV. Uzyskał wówczas przemożny wpływ na młodego monarchę, stając się jego wychowawcą i przyjacielem. W 1717 uzyskał przywilej jeżdżenia w karocy wraz z królem. W tym też roku został wybrany do Akademii Francuskiej. W 1722 został parem duchownym Francji.

### 1726-1728
W 1726 przejął z rąk Ludwika IV Henryka Burbona, księcia de Condé, ster rządów we Francji jako pierwszy minister króla, zostając także kardynałem. Na tym stanowisku doprowadził do ustabilizowania budżetu, poprzez poprawę kursu liwra. Poskromił także ruch jansenistów, co jednak nie uchroniło go od wystąpień przeciwko jego polityce opozycji parlamentów. Pełniąc swój urząd; dźwignął finanse państwa, usunął uciążliwe podatki, budował kanały i drogi, popierał handel, rolnictwo i naukę.
Podstawą jego polityki zagranicznej było podtrzymanie istniejącego od 1716 roku sojuszu z Wielką Brytanią, której polityką od 1721 roku kierował pokojowo nastawiony premier Robert Walpole.
W roku 1728 był gospodarzem kongresu pokojowego w Soissons Kongres miał doprowadzić do pacyfikacji europejskiej sytuacji międzynarodowej. Pokojowi groziły przede wszystkim roszczenia Hiszpanii do utraconych po pokoju w Utrechcie (1713) ziem we Włoszech i Niderlandach.
Kongres 28 stycznia 1728 otworzył swą mową w imieniu cesarza Karola VI austriacki dyplomata i minister Philipp Ludwig Wenzel von Sinzendorff. W przemowie pozdrowił przede wszystkim, obecnego tam Fleury’ego.
Kongres nie przyniósł jednak żadnych istotnych rozstrzygnięć, tak jak zresztą przewidział Fleury.

### 1729–1743
Starając się utrzymać pokój z Wielką Brytanią i biorąc stronę króla Polski Stanisława Leszczyńskiego przeciw Austrii, zdołał uzyskać dla Francji Lotaryngię, którą następnie oddał królowi polskiemu w 1736 roku. W roku 1738 zakończył jego zdaniem bezcelową wojnę o sukcesję polską. W czasie wojny o sukcesję polską, kierując się ciasną, francuską racją stanu, nie poparł należycie kandydatury Stanisława Leszczyńskiego militarnie ani dyplomatycznie, pozwolił jej upaść i osłabił przez to wpływ francuski w Rzeczypospolitej.
Od początku miał jak się wydaje dość niechętny stosunek do Leszczyńskiego. W 1733 bardzo chłodno przyjął jego wysłannika Jerzego Marcina Ożarowskiego.
Zmarł w początkach wojny o sukcesję austriacką w 1743, przeżywszy 90 lat. Ludwik XV nie odważył się, aż do jego śmierci oficjalnie wypowiedzieć wojny Austrii.